# Return to Sender
Return to Sender è un brano musicale rock and roll registrato nel 1962 dal cantante statunitense Elvis Presley e edito dalla Elvis Presley Music. La canzone venne scritta da Winfield Scott e Otis Blackwell e fu pubblicata sul 45 giri Return to Sender/Where Do You Come From.

## Il brano
La canzone venne registrata il 27 marzo del 1962 presso la Radio Recorders di Hollywood. Il testo parla di un uomo che invia una lettera alla sua ragazza dopo un diverbio e lei persiste a rimandarla indietro con su la scritta "Return to sender", in italiano "Restituire al mittente". Mentre lui continua a vedersi ritornare le lettere con le più svariate motivazioni, come "indirizzo sconosciuto" o "nessuna di queste persone", continua a scriverle lettere, rifiutandosi di credere che la sua relazione sia finita.
Elvis cantò questa canzone nel film Cento ragazze e un marinaio.
La canzone raggiunse il numero 1 della classifica inglese, il numero 2 della Billboard americana e il numero 1 nelle classifiche di singoli Cash Box e Music Vendor. "Return to Sender" raggiunse anche il quinto posto della classifica R&B.
Le memorabili prime battute a supporto del saxofono furono eseguite da Boots Randolph.